# Trouillas (commune)
Pour les articles homonymes, voir Trouillas.
Trouillas ([tʁujas] , Trullars en catalan) est une commune française située dans l'est du département des Pyrénées-Orientales, en région Occitanie. Sur le plan historique et culturel, la commune est dans la région des Aspres, un minusule territoire roussillonnais compris entre les sillons de la Têt au nord et du Tech au sud qui tire son nom de la nature caillouteuse de ses sols.
Exposée à un climat méditerranéen, elle est drainée par la Canterrane, le Réart, la rivière de Passa et par divers autres petits cours d'eau.
Trouillas est une commune rurale qui compte 2 291 habitants en 2022, après avoir connu une forte hausse de la population depuis 1975. Elle est dans l'unité urbaine de Trouillas et fait partie de l'aire d'attraction de Perpignan. Ses habitants sont appelés les Trouillasencs ou  Trouillasenques.

## Géographie

### Localisation
La commune de Trouillas se trouve dans le département des Pyrénées-Orientales, en région Occitanie.
Elle se situe à 12 km à vol d'oiseau de Perpignan, préfecture du département, à 14 km de Céret, sous-préfecture, et à 5 km de Thuir, bureau centralisateur du canton des Aspres dont dépend la commune depuis 2015 pour les élections départementales.
La commune fait en outre partie du bassin de vie de Thuir.
Les communes les plus proches sont : 
Ponteilla (1,7 km), Terrats (3,0 km), Llupia (3,4 km), Villemolaque (3,7 km), Passa (3,7 km), Fourques (4,0 km), Thuir (4,8 km), Sainte-Colombe-de-la-Commanderie (5,0 km).
Sur le plan historique et culturel, Trouillas fait partie de la région des Aspres. Compris entre les sillons de la Têt au nord et du Tech au sud, ce minuscule territoire roussillonnais tire son nom de la nature caillouteuse de ses sols.

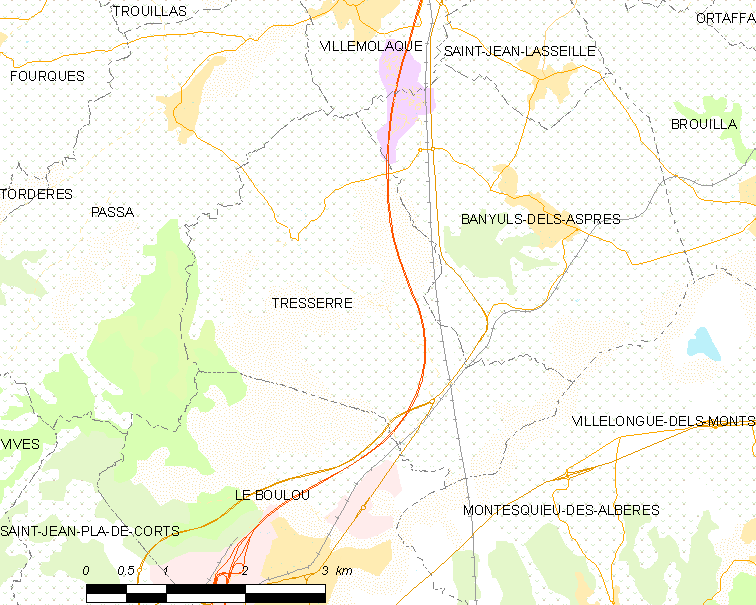
Situation de la commune

| Llupia   | Ponteilla |              |
| Terrats  | Trouillas | Villemolaque |
| Fourques | Passa     |              |

### Géologie et relief
La commune est classée en zone de sismicité 3, correspondant à une sismicité modérée.

### Hydrographie
La rivière qui traverse le village est la Canterrane (Chante grenouille en catalan).

### Climat
Pour des articles plus généraux, voir Climat de l'Occitanie et Climat des Pyrénées-Orientales.
En 2010, le climat de la commune est de type climat méditerranéen franc, selon une étude du CNRS s'appuyant sur une série de données couvrant la période 1971-2000. En 2020, Météo-France publie une typologie des climats de la France métropolitaine dans laquelle la commune est exposée à un climat méditerranéen et est dans la région climatique Provence, Languedoc-Roussillon, caractérisée par une pluviométrie faible en été, un très bon ensoleillement (2 600 h/an), un été chaud (21,5 °C), un air très sec en été, sec en toutes saisons, des vents forts (fréquence de 40 à 50 % de vents > 5 m/s) et peu de brouillards.
Pour la période 1971-2000, la température annuelle moyenne est de 14,7 °C, avec une amplitude thermique annuelle de 15,5 °C. Le cumul annuel moyen de précipitations est de 675 mm, avec 5,4 jours de précipitations en janvier et 3,3 jours en juillet. Pour la période 1991-2020, la température moyenne annuelle observée sur la station météorologique la plus proche, située sur la commune de Vivès à 10 km à vol d'oiseau, est de 15,8 °C et le cumul annuel moyen de précipitations est de 669,2 mm,. Pour l'avenir, les paramètres climatiques de la commune estimés pour 2050 selon différents scénarios d’émission de gaz à effet de serre sont consultables sur un site dédié publié par Météo-France en novembre 2022.

### Milieux naturels et biodiversité
Aucun espace naturel présentant un intérêt patrimonial n'est recensé sur la commune dans l'inventaire national du patrimoine naturel,,.

## Urbanisme

### Typologie
Au 1er janvier 2024, Trouillas est catégorisée bourg rural, selon la nouvelle grille communale de densité à sept niveaux définie par l'Insee en 2022.
Elle appartient à l'unité urbaine de Trouillas, une unité urbaine monocommunale constituant une ville isolée,. Par ailleurs la commune fait partie de l'aire d'attraction de Perpignan, dont elle est une commune de la couronne,. Cette aire, qui regroupe 118 communes, est catégorisée dans les aires de 200 000 à moins de 700 000 habitants,.

### Occupation des sols
L'occupation des sols de la commune, telle qu'elle ressort de la base de données européenne d’occupation biophysique des sols Corine Land Cover (CLC), est marquée par l'importance des territoires agricoles (91,8 % en 2018), en diminution par rapport à 1990 (97,3 %). La répartition détaillée en 2018 est la suivante : 
cultures permanentes (81,1 %), zones agricoles hétérogènes (10,7 %), zones urbanisées (4,5 %), zones industrielles ou commerciales et réseaux de communication (3,8 %). L'évolution de l’occupation des sols de la commune et de ses infrastructures peut être observée sur les différentes représentations cartographiques du territoire : la carte de Cassini (XVIIIe siècle), la carte d'état-major (1820-1866) et les cartes ou photos aériennes de l'IGN pour la période actuelle (1950 à aujourd'hui).

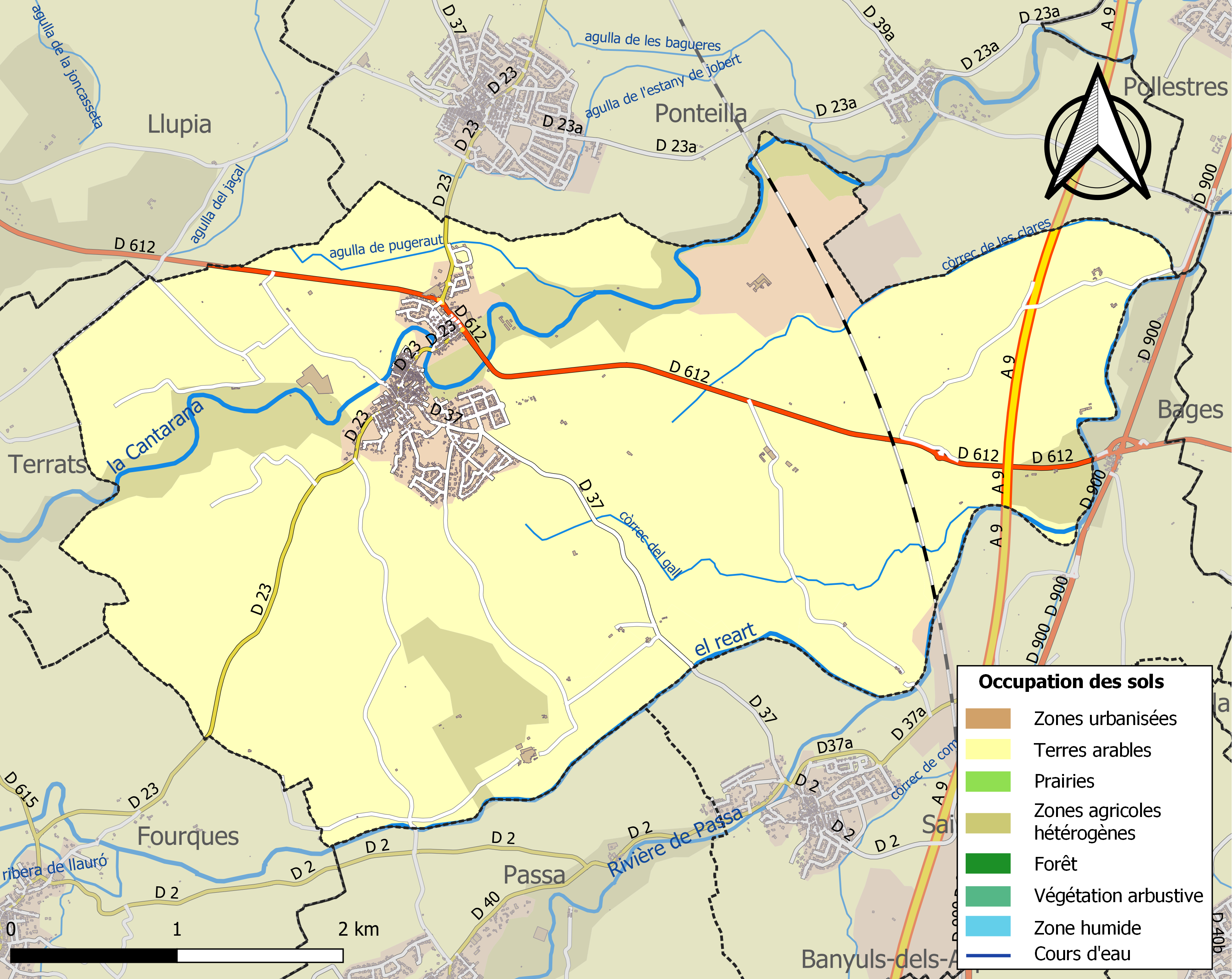
Carte des infrastructures et de l'occupation des sols de la commune en 2018 (CLC).

### Voies de communication et transports
Les lignes 544 (Millas - Saint-Cyprien) et 571 (Tresserre - Gare de Perpignan) du réseau régional liO assurent la desserte de la commune.

### Risques majeurs
Le territoire de la commune de Trouillas est vulnérable à différents aléas naturels : inondations, climatiques (grand froid ou canicule), mouvements de terrains et séisme (sismicité modérée). Il est également exposé à un risque technologique,  le transport de matières dangereuses,.

#### Risques naturels
Certaines parties du territoire communal sont susceptibles d’être affectées par le risque d’inondation par crue torrentielle de cours d'eau du bassin du Réart.
Les mouvements de terrains susceptibles de se produire sur la commune sont soit des mouvements liés au retrait-gonflement des argiles, soit des glissements de terrains. Une cartographie nationale de l'aléa retrait-gonflement des argiles permet de connaître les sols argileux ou marneux susceptibles vis-à-vis de ce phénomène.
Ces risques naturels sont pris en compte dans l'aménagement du territoire de la commune par le biais d'un plan de prévention des risques inondations et mouvements de terrains.

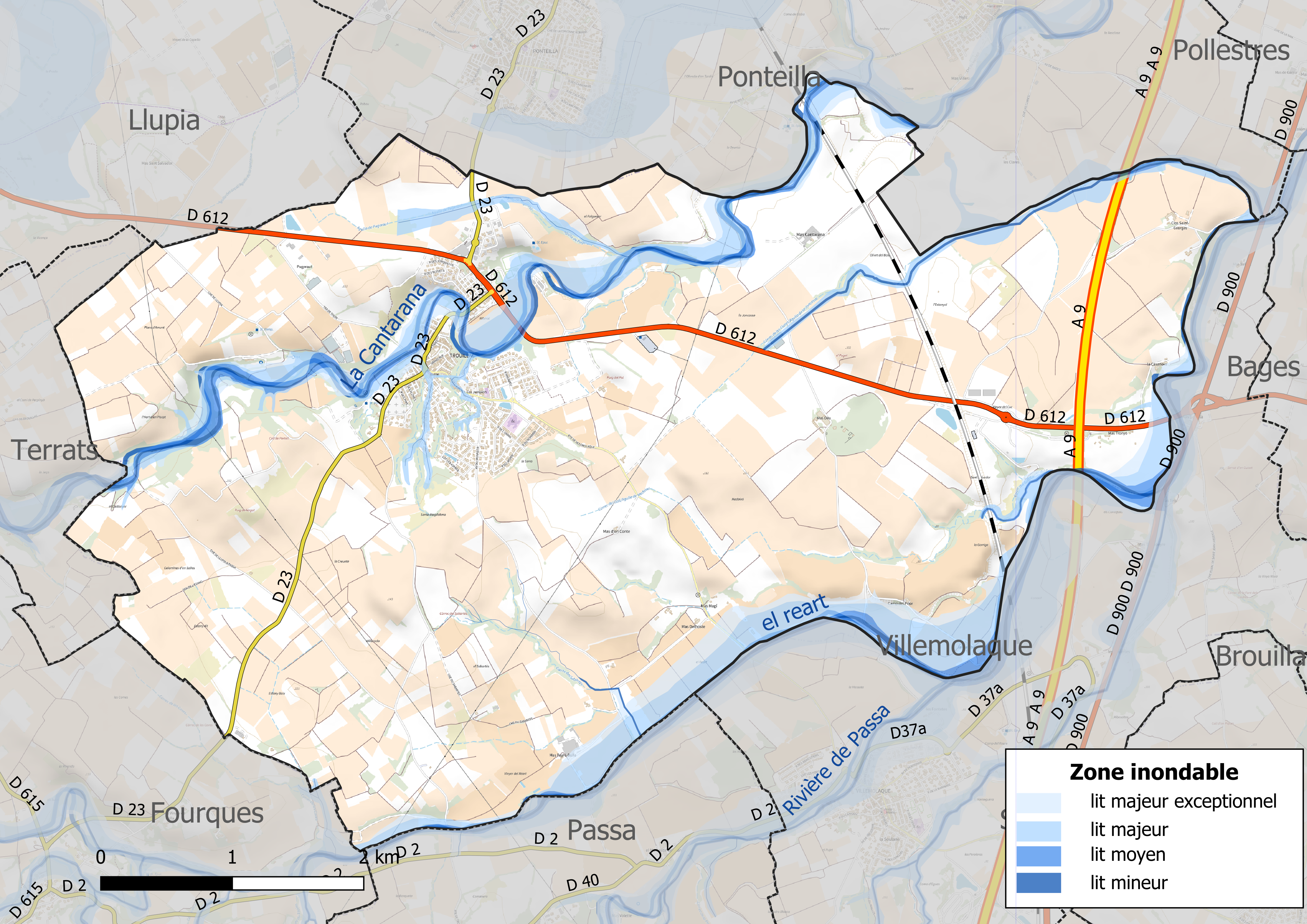
Carte des zones inondables.
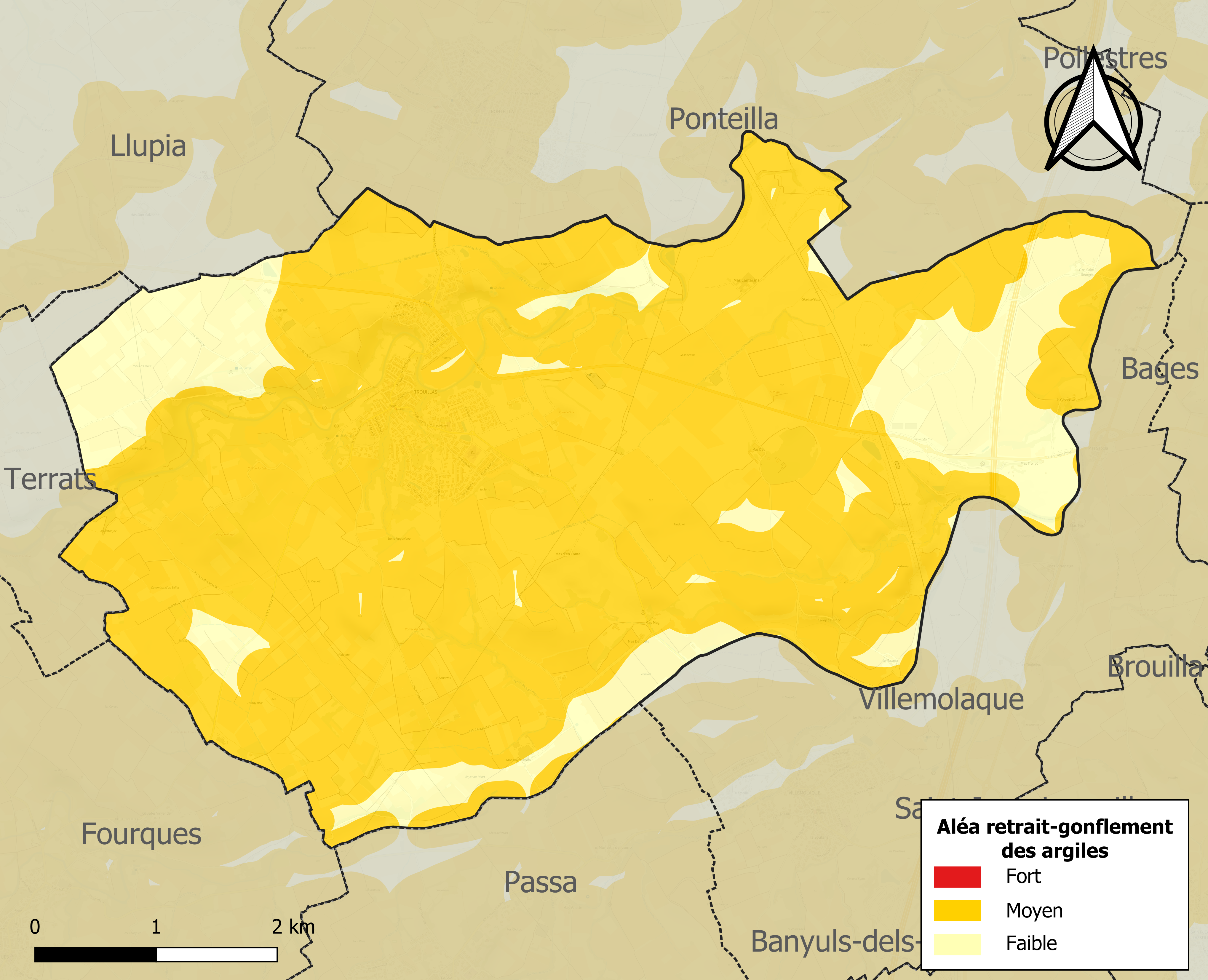
Carte des zones d'aléa retrait-gonflement des argiles.

#### Risques technologiques
Le risque de transport de matières dangereuses sur la commune est lié à sa traversée par des infrastructures routières et ferroviaires importantes et la présence d'une canalisation de transport de gaz. Un accident se produisant sur de telles infrastructures est en effet susceptible d’avoir des effets graves au bâti ou aux personnes jusqu’à 350 m, selon la nature du matériau transporté. Des dispositions d’urbanisme peuvent être préconisées en conséquence.

## Toponymie
En catalan, le nom de la commune est Trullars, dont Trouillas est une francisation.
Ce toponyme est issu, comme le mot catalan trull qui signifie pressoir à olives ou moulin à huile d'olive, du latin Torculum, avec le suffixe collectif -aris.

## Histoire
Au XIIe siècle, Trouillas abritait l’un des 5 dignitaires du chapitre d'Elne, qui possédait des Palau i casa, (château et maison). Les quatre autres habitaient à Bages, Baixas, Elne et Saleilles.
Le général espagnol Antonio Ricardos, qui envahit le Roussillon en 1793, établit alors son quartier général à Trouillas.

## Politique et administration
À compter des élections départementales de 2015, la commune est incluse dans le nouveau canton des Aspres.

### Liste des maires
| Période                                  | Période           | Identité         | Étiquette | Qualité                                                                                 |
| ---------------------------------------- | ----------------- | ---------------- | --------- | --------------------------------------------------------------------------------------- |
| 1944                                     | 1952              | Gaston Méric     |           |                                                                                         |
| 1952                                     | 1953              | Simon Abadie     |           |                                                                                         |
| 1953                                     | 1965              | Élie Durand      |           |                                                                                         |
| 1965                                     | aout 1994 (décès) | Marcel Malafosse |           |                                                                                         |
| 1994                                     | en cours          | Rémy Attard      | DVD       | Technicien des travaux publics Vice-président de la CC des Aspres Réélu en 2008 et 2014 |
| Les données manquantes sont à compléter. |                   |                  |           |                                                                                         |

## Population et société

### Démographie ancienne
La population est exprimée en nombre de feux (f) ou d'habitants (H).
| 1358 | 1365 | 1378 | 1424 | 1470 | 1515 | 1553 | 1709 | 1720 |
| ---- | ---- | ---- | ---- | ---- | ---- | ---- | ---- | ---- |
| 45 f | 39 f | 25 f | 25 f | 17 f | 22 f | 16 f | 40 f | 52 f |

| 1730 | 1767  | 1774 | 1789  | - | - | - | - | - |
| ---- | ----- | ---- | ----- | - | - | - | - | - |
| 59 f | 384 H | 59 f | 100 f | - | - | - | - | - |

### Démographie contemporaine
L'évolution du nombre d'habitants est connue à travers les recensements de la population effectués dans la commune depuis 1793. Pour les communes de moins de 10 000 habitants, une enquête de recensement portant sur toute la population est réalisée tous les cinq ans, les populations de référence des années intermédiaires étant quant à elles estimées par interpolation ou extrapolation. Pour la commune, le premier recensement exhaustif entrant dans le cadre du nouveau dispositif a été réalisé en 2007.

En 2022, la commune comptait 2 291 habitants, en évolution de +12,97 % par rapport à 2016 (Pyrénées-Orientales : +3,92 %, France hors Mayotte : +2,11 %).
| 1793 | 1800 | 1806 | 1821 | 1831 | 1836 | 1841 | 1846 | 1851 |
| ---- | ---- | ---- | ---- | ---- | ---- | ---- | ---- | ---- |
| 275  | 441  | 540  | 622  | 652  | 640  | 646  | 647  | 728  |

| 1856 | 1861 | 1866 | 1872 | 1876 | 1881  | 1886  | 1891  | 1896  |
| ---- | ---- | ---- | ---- | ---- | ----- | ----- | ----- | ----- |
| 747  | 707  | 738  | 737  | 880  | 1 081 | 1 020 | 1 061 | 1 172 |

| 1901  | 1906  | 1911  | 1921  | 1926  | 1931  | 1936  | 1946  | 1954  |
| ----- | ----- | ----- | ----- | ----- | ----- | ----- | ----- | ----- |
| 1 215 | 1 240 | 1 224 | 1 302 | 1 224 | 1 278 | 1 196 | 1 029 | 1 036 |

| 1962  | 1968  | 1975  | 1982  | 1990  | 1999  | 2006  | 2007  | 2012  |
| ----- | ----- | ----- | ----- | ----- | ----- | ----- | ----- | ----- |
| 1 088 | 1 073 | 1 070 | 1 144 | 1 272 | 1 424 | 1 538 | 1 554 | 1 875 |

| 2017  | 2022  | - | - | - | - | - | - | - |
| ----- | ----- | - | - | - | - | - | - | - |
| 2 067 | 2 291 | - | - | - | - | - | - | - |

| selon la population municipale des années : | 1968 | 1975 | 1982 | 1990 | 1999 | 2006 | 2009 | 2013 |
| Rang de la commune dans le département      | 44   | 56   | 52   | 62   | 62   | 62   | 60   | 58   |
| Nombre de communes du département           | 232  | 217  | 220  | 225  | 226  | 226  | 226  | 226  |

### Manifestations culturelles et festivités
- Fête patronale : 17 novembre[39] ;
- Fête communale : 1er dimanche de mai[39].

## Économie

### Revenus
En 2018, la commune compte 910 ménages fiscaux, regroupant 2 116 personnes. La médiane du revenu disponible par unité de consommation est de 20 000 € (19 350 € dans le département). 43 % des ménages fiscaux sont imposés (42,1 % dans le département).

### Emploi
|                | 2008   | 2013   | 2018   |
| -------------- | ------ | ------ | ------ |
| Commune        | 9,4 %  | 11,1 % | 12,4 % |
| Département    | 10,3 % | 12,9 % | 13,3 % |
| France entière | 8,3 %  | 10 %   | 10 %   |

En 2018, la population âgée de 15 à 64 ans s'élève à 1 311 personnes, parmi lesquelles on compte 78,8 % d'actifs (66,4 % ayant un emploi et 12,4 % de chômeurs) et 21,2 % d'inactifs,. Depuis 2008, le taux de chômage communal (au sens du recensement) des 15-64 ans est inférieur à celui du département, mais supérieur à celui de la France.
La commune fait partie de la couronne de l'aire d'attraction de Perpignan, du fait qu'au moins 15 % des actifs travaillent dans le pôle,. Elle compte 328 emplois en 2018, contre 334 en 2013 et 303 en 2008. Le nombre d'actifs ayant un emploi résidant dans la commune est de 878, soit un indicateur de concentration d'emploi de 37,4 % et un taux d'activité parmi les 15 ans ou plus de 62,3 %.
Sur ces 878 actifs de 15 ans ou plus ayant un emploi, 191 travaillent dans la commune, soit 22 % des habitants. Pour se rendre au travail, 90,1 % des habitants utilisent un véhicule personnel ou de fonction à quatre roues, 0,9 % les transports en commun, 4 % s'y rendent en deux-roues, à vélo ou à pied et 5 % n'ont pas besoin de transport (travail au domicile).

### Activités hors agriculture

#### Secteurs d'activités
358 établissements sont implantés  à Trouillas au 31 décembre 2019. Le tableau ci-dessous en détaille le nombre par secteur d'activité et compare les ratios avec ceux du département,.
| Secteur d'activité                                                                                        | Commune | Commune | Département |
| Secteur d'activité                                                                                        | Nombre  | %       | %           |
| --- | ------- | ------- | ----------- |
| Ensemble                                                                                                  | 358     | 100 %   | (100 %)     |
| Industrie manufacturière, industries extractives et autres                                                | 214     | 59,8 %  | (8,7 %)     |
| Construction                                                                                              | 31      | 8,7 %   | (14,3 %)    |
| Commerce de gros et de détail, transports, hébergement et restauration                                    | 28      | 7,8 %   | (30,5 %)    |
| Information et communication                                                                              | 3       | 0,8 %   | (1,9 %)     |
| Activités financières et d'assurance                                                                      | 2       | 0,6 %   | (3 %)       |
| Activités immobilières                                                                                    | 9       | 2,5 %   | (6,2 %)     |
| Activités spécialisées, scientifiques et techniques et activités de services administratifs et de soutien | 21      | 5,9 %   | (13 %)      |
| Administration publique, enseignement, santé humaine et action sociale                                    | 32      | 8,9 %   | (13,9 %)    |
| Autres activités de services                                                                              | 18      | 5 %     | (8,5 %)     |

Le secteur de l'industrie manufacturière, des industries extractives et autres est prépondérant sur la commune puisqu'il représente 59,8 % du nombre total d'établissements de la commune (214 sur les 358 entreprises implantées  à Trouillas), contre 8,7 % au niveau départemental.

#### Entreprises et commerces
Les cinq entreprises ayant leur siège social sur le territoire communal qui génèrent le plus de chiffre d'affaires en 2020 sont : 
- Sud Mecanographie, commerce de gros (commerce interentreprises) d'autres machines et équipements de bureau (392 k€)
- Flip Flop Design, autre imprimerie (labeur) (38 k€)
- EURL Foncier 66, agences immobilières (26 k€)
- L'art Cyclick, fabrication de bicyclettes et de véhicules pour invalides (26 k€)
- Askeo, autres enseignements (19 k€)

### Agriculture
La commune est dans la « plaine du Roussillon », une petite région agricole occupant la bande côtière et une grande partie centrale du département des Pyrénées-Orientales. En 2020, l'orientation technico-économique de l'agriculture  sur la commune est la culture de fruits ou d'autres cultures permanentes. 
|               | 1988  | 2000  | 2010 | 2020  |
| ------------- | ----- | ----- | ---- | ----- |
| Exploitations | 112   | 76    | 47   | 45    |
| SAU (ha)      | 1 389 | 1 390 | 863  | 1 017 |

Le nombre d'exploitations agricoles en activité et ayant leur siège dans la commune est passé de 112 lors du recensement agricole de 1988  à 76 en 2000 puis à 47 en 2010 et enfin à 45 en 2020, soit une baisse de 60 % en 32 ans. Le même mouvement est observé à l'échelle du département qui a perdu pendant cette période 73 % de ses exploitations,. La surface agricole utilisée sur la commune a également diminué, passant de 1389 ha en 1988 à 1017 ha en 2020. Parallèlement la surface agricole utilisée moyenne par exploitation a augmenté, passant de 12 à 23 ha.

## Culture locale et patrimoine

### Monuments et lieux touristiques
- L'église Saint-Assiscle de Trouillas, d'origine romane.
- Chapelle Sainte-Marie de Masdéu.
- Le Mas Deu (Masdeu, Masdéu ou Mas Déu).
- Ancienne abbaye Saint-Sauveur de Sira.

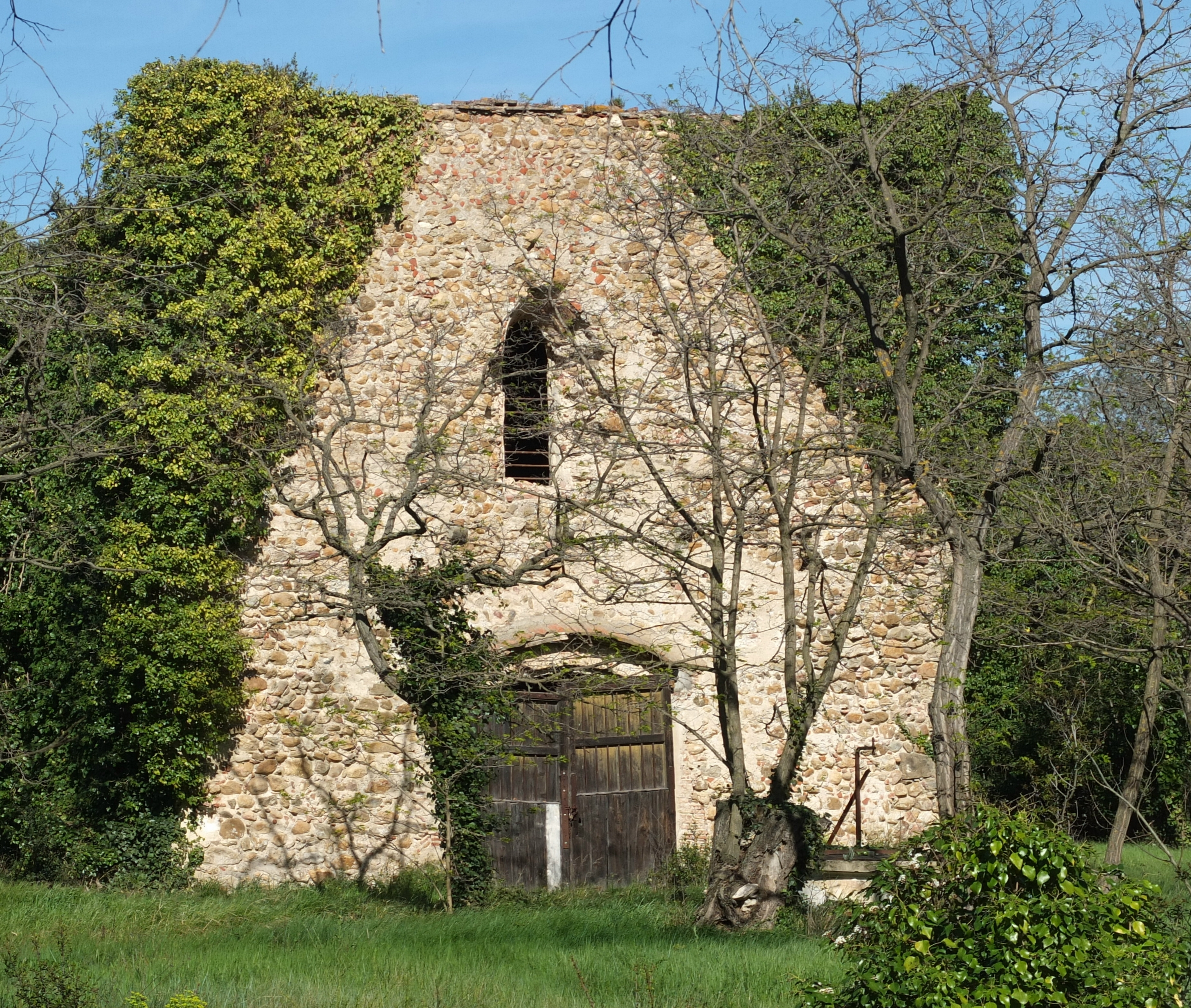
La chapelle de la Commanderie du Mas-Déu
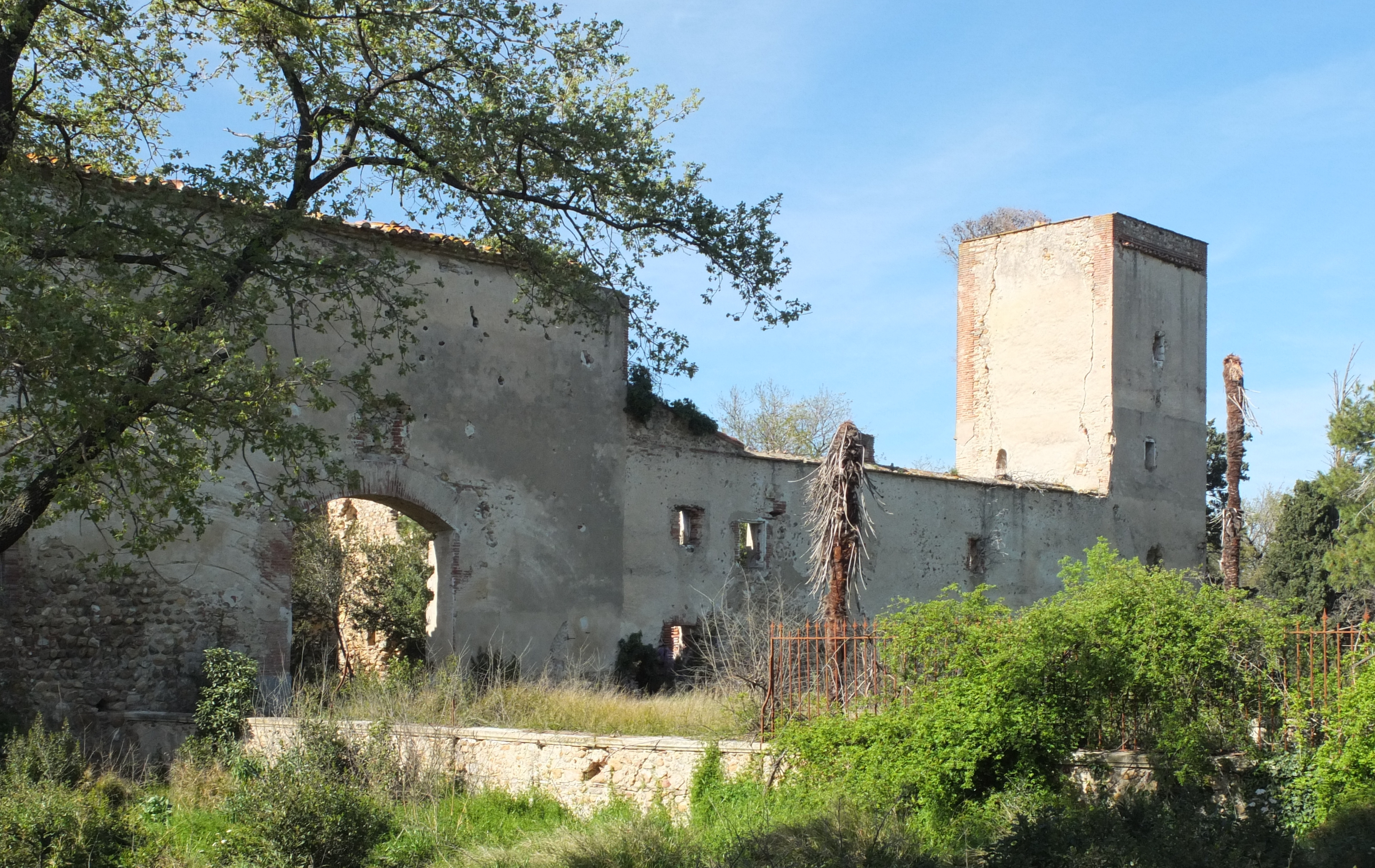
La Commanderie du Mas Déu
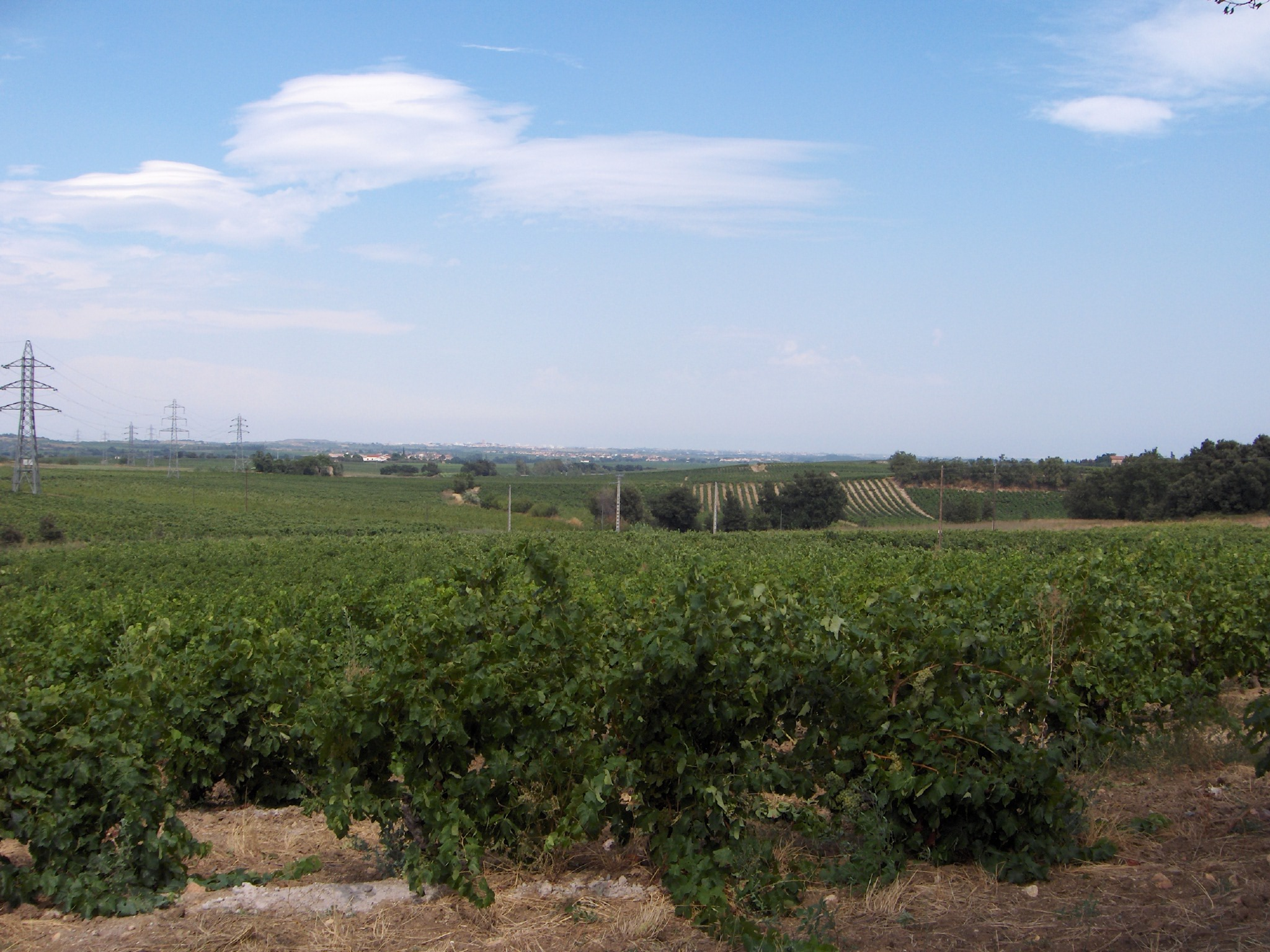
Vignes de Trouillas, sur la route de Villemolaque. Au loin on peut voir Perpignan
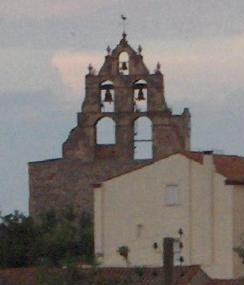
clocher mur

### Personnalités liées à la commune
- Louis Pomayrol (1819-1899), médecin français né à Trouillas.
- André Sanac (1929-2015) : joueur de rugby à XV né à Trouillas.

### Héraldique
| Blason de Trouillas | Blason  | D’azur à l’étoile de huit rais d’or accompagnée de quatre annelets du même, deux en chef et deux en pointe. |
| Blason de Trouillas | Détails | Le statut officiel du blason reste à déterminer.                                                            |